# Эннис, Роберт
Ро́берт Э́ннис (англ. Robert Annis); 5 сентября 1928, Сент-Луис, Миссури — 31 марта 1995, там же) — американский футболист, защитник, участник чемпионата мира 1950 года как запасной игрок.

## Карьера

### Клубная
В конце 1940-х гг. играл за клуб «Сент-Луис Симпкинс Форд». Дважды выигрывал Открытый кубок США: в 1948 и 1950 году.

### В сборной
Единственный матч за сборную провёл 26 сентября 1948 года против команды Израиля.
Был в составе сборных, принимавших участие в Олимпийских играх 1948 года и чемпионате мира 1950 года, однако на поле не выходил.
Был принят в Зал Американской Футбольной Славы в 1995 году.

## Достижения
- Обладатель Кубка США (2): 1948, 1950.